# Franz Zore
Franz Zore (* 8. Februar 1958) ist ein ehemaliger österreichischer Fußballspieler.

## Karriere

### Verein
Zore begann das Fußballspiel im Nachwuchs des WSG Wietersdorf. Der Vorstopper kam auch schon früh international zum Einsatz, er nahm an der Junioren-Fußballweltmeisterschaft 1977 teil.
Ab der Saison 1978/79 kam er bereits im Profikader des FK Austria Wien zum Einsatz, in der darauffolgenden Saison konnte das Nachwuchstalent bereits überzeugen.
Am 6. April 1983 kam es im Halbfinale des Europapokal der Pokalsieger zum Aufeinandertreffen gegen Real Madrid, welches mit 2:2 beendet werden konnte, das Rückspiel aber 1:3 verloren ging.
Er beendete 1985 seine Profifußball Karriere und kehrte nach Kärnten zurück, wo er seit 1986 im Krankenhaus der Barmherzigen Brüder in St. Veit/Glan beschäftigt ist.
1986 begann er als Trainer bei WSG-Wietersdorf, wo ihm im ersten Jahr der Aufstieg in die Unterliga gelang. Ab 1987 war Franz Zore wieder als Spieler und Spielertrainer in Wietersdorf tätig, ihm gelang der Aufstieg in die Kärntner Liga, wo er 1990 sein letztes Jahr als Spieler absolvierte.
Weitere Trainertätigkeiten waren unter anderem bei Brückl (Aufstieg in die Liga), FC St. Veit/Glan und SV Kraig.
Franz Zore ist heute verheiratet, hat zwei Kinder und lebt in Klein St. Paul (Kärnten).
In seinen insgesamt 118 Spielen in der österreichischen Bundesliga erzielte er ein Tor. Außerdem gelang ihm ein Tor im UEFA Cup.

### Nationalteam
Zore war 1977 Kapitän der Österreichischen Juniorennationalmannschaft bei der erstmals ausgeführten Junioren-Fußballweltmeisterschaft in Tunesien, Gegner dort waren Sowjetunion, Paraguay und Irak.

## Erfolge
- 5 × Österreichischer Meister: 1979, 1980, 1981, 1984, 1985
- 2 × Österreichischer Pokalsieger: 1980, 1982
- 1 × Halbfinale Europapokal der Pokalsieger: 1983
- 1 × Viertelfinale UEFA-Cup: 1984